# Oráculo (juego de rol)
Oráculo, el juego de rol mitológico es un juego de rol español ambientado en la mitología griega. Creado por Joaquim Micó fue publicado en enero de 1992 por la hoy en día desaparecida editorial barcelonesa Joc Internacional.

## Descripción general del juego
El juego está enteramente construido en torno al concepto de destino, entendido este desde el punto de vista de la mitología griega. En dicha mitología el destino de cada persona está controlado por las tres Moiras (unas divinidades que en la mitología romana reciben el nombre de «Parcas»). A cada persona corresponde pues un hilo del destino que una de las Moiras hila con su rueca, la segunda mide con su vara y la tercera corta con sus tijeras (lo que produce la muerte de la persona). Micó concibió que en Oráculo los personajes de los jugadores estuviesen sometidos a esta clase de creencias religiosas de la Antigua Grecia, por lo que su juego impuso unas limitaciones y características inhabituales en otros juegos de rol:
- Al director de juego se le llama «la Moira».
- Las partidas de Oráculo empiezan todas en el oráculo de Delfos, donde los jugadores han de consultar a la Pitia, quien les anuncia la forma de cumplir con su destino, es decir que les encomienda una misión o viaje iniciático, en función de lo que haya previsto la Moira (el director de juego).
- La muerte de un personaje le lleva inmediatamente a Hades (los infiernos en el cuerpo de creencias griego) pero una misión heroica por parte de sus compañeros puede rescatarlo y traerlo de nuevo al mundo de los vivos.
- El manual de reglas contiene siete mapas del Mediterráneo, extremadamente escuetos y poco detallados, por un lado para representar el poco conocimiento geográfico que los griegos de la Edad del Bronce tenían del mundo que les rodeaba y por otro lado para ofrecer a la Moira la posibilidad de emplazar en el mapa los elementos, lugares, dioses y criaturas mitólogicas que más le plazcan.
- En el momento de hacerse su personaje cada jugador debe elegir a una única divinidad protectora, que en el curso de las partidas podrá (o no) ayudarle en caso de encontrarse en apuros.

Aunque el trasfondo del juego sea mitológico las partidas de Oráculo se sitúan históricamente entre los siglos XI y X antes de Cristo (período que por lo tanto hace parte de la llamada Edad Oscura). Los jugadores, a la hora de hacerse su personaje, pueden elegir entre seis clases diferentes: el colono, la amazona, el guerrero, el asceta, la sibila y el atleta. Estos personajes viven en una remota época de Grecia que el autor describe con precisión arqueológica, con la diferencia que en la ficción del juego todas las criaturas, dioses y semidioses de la mitología son reales. Los jugadores, por tanto, se enfrentan a fuerzas arrolladoramente superiores a las suyas, pudiendo encontrarse por su camino a seres fabulosos como ninfas, centauros, sátiros y sirenas, a héroes legendarios como Hércules, Teseo y Ulises, o a dioses todopoderosos como Zeus, Hera, Ares y Poseidón.

## Sistema de juego
El sistema de juego de Oráculo determina las características de los personajes aleatoriamente mediante tiradas de dados de tres, seis y diez caras (un dado de tres es un dado de seis cuyo resultado se divide entre dos, redondeando los decimales hacia arriba). En lo referente a la resolución de acciones la Moira debe decidir si las acciones de los personajes son simples o complejas. Las acciones simples se resuelven lanzando una moneda al aire y echando la suerte «a cara o cruz», de forma parecida a como lo hacía el juego Príncipe Valiente, que también usa monedas. Para resolver las acciones complejas se recurre a la característica o habilidad que requiera la acción emprendida y se lanza un dado de tres en caso de tratarse de una característica o uno de seis en caso de tratarse de una habilidad. El resultado se suma entonces a la característica o habilidad con el fin de igualar o superar un número de dificultad impuesto por la Moira, en cuyo caso se considera que la acción es exitosa.

## Suplementos
El juego no tuvo el éxito esperado y un único suplemento, titulado Atlántida, fue publicado para Oráculo, en octubre de 1994. Atlántida pone a disposición del lector tanto una exposición del mito de la Atlántida (tal como fue descrito por el filósofo Platón) como una campaña lista para ser jugada en la mítica isla.

## Disponibilidad del juego
Con el cierre en 1998 de Joc Internacional, editorial que lo publicaba, Oráculo dejó de ser distribuido en librerías. Aun así un cierto número de ejemplares nuevos sigue estando a la venta en sitios web especializados en la venta por internet.